# 温州城西堂
温州城西堂是一座位于浙江省温州市鹿城区城西街78号的建于19世纪的古老教堂，目前仍是温州市规模最为宏伟的基督教堂。

## 历史
1877年，英国偕我会（1911年改名圣道公会，1934年又改名循道公会）传教士李华庆来温传道，1878年在城西街建造教堂。1884年中法战争期间，温州发生“甲申教案”，偕我会城西堂、周宅祠巷天主堂、内地会花园巷耶稣堂（花园巷教堂）等6所教堂一夜之间都被焚毁。 
1881年冬，该会英国传教士苏慧廉（W·E·Soothill，1861年—1935年）来温传教，他以城西堂为基地在温州地区传教25年，发展教徒万余人，建立270余处分堂。
1898年，苏慧廉主持重建城西堂（今存“重建圣殿碑”），包括前面的大堂（礼拜堂）和后面的小堂（福音堂）以及牧师楼，总建筑面积1600平方米。大堂为哥特式，高13.46米，尖卷长窗，立柱挺拔，饰以无花果。该堂至今保存完好。
1949年5月7日，温州和平解放；10月1日，中华人民共和国成立。8月，原瓯海医院附设医事职业学校、白累德护士职业学校、白累德助产士职业学校、董若望医院护士训练班合并为温州市私立高级医事职业学校。1 
1958年，温州基督教六个教派分别集中在总堂活动，七月又全部集中在城西堂开始联合礼拜。同年，消灭宗教在平阳县试点，这时，温州市唯一开放的城西堂出租给瓯江电影院，温州被称为“无宗教城市”。 
1997年，温州城西堂被列为浙江省文物保护单位。

## 周边环境
城西堂所在的城西街是温州旧城区内的一条商业气息浓郁的服装一条街。但城西堂仍是街上最大的建筑物。